# اولنی (آلاباما)
اولنی (به انگلیسی: Olney) یک منطقهٔ مسکونی در ایالات متحده آمریکا است که در آلاباما واقع شده‌است. اولنی ۹۸ متر بالاتر از سطح دریا واقع شده‌است.